# فرنتزو گرنده استیونس
فرانزو گرانده استیونس (۱۳ سپتامبر ۱۹۲۸ – ۱۳ ژوئن ۲۰۲۵) وکیل ایتالیایی بود. او به خاطر وکالت خانواده آنیلی مشهور بود و یکی از سه مشاور دیرینه جیانی آنیلی محسوب می‌شد. او به مشاوره نوه و وارث وی، جان الکان، ادامه داد. از سال ۲۰۰۳ تا ۲۰۰۶ به عنوان رئیس یوونتوس خدمت کرد.
او در ۱۳ ژوئن ۲۰۲۵، در سن ۹۶ سالگی درگذشت.

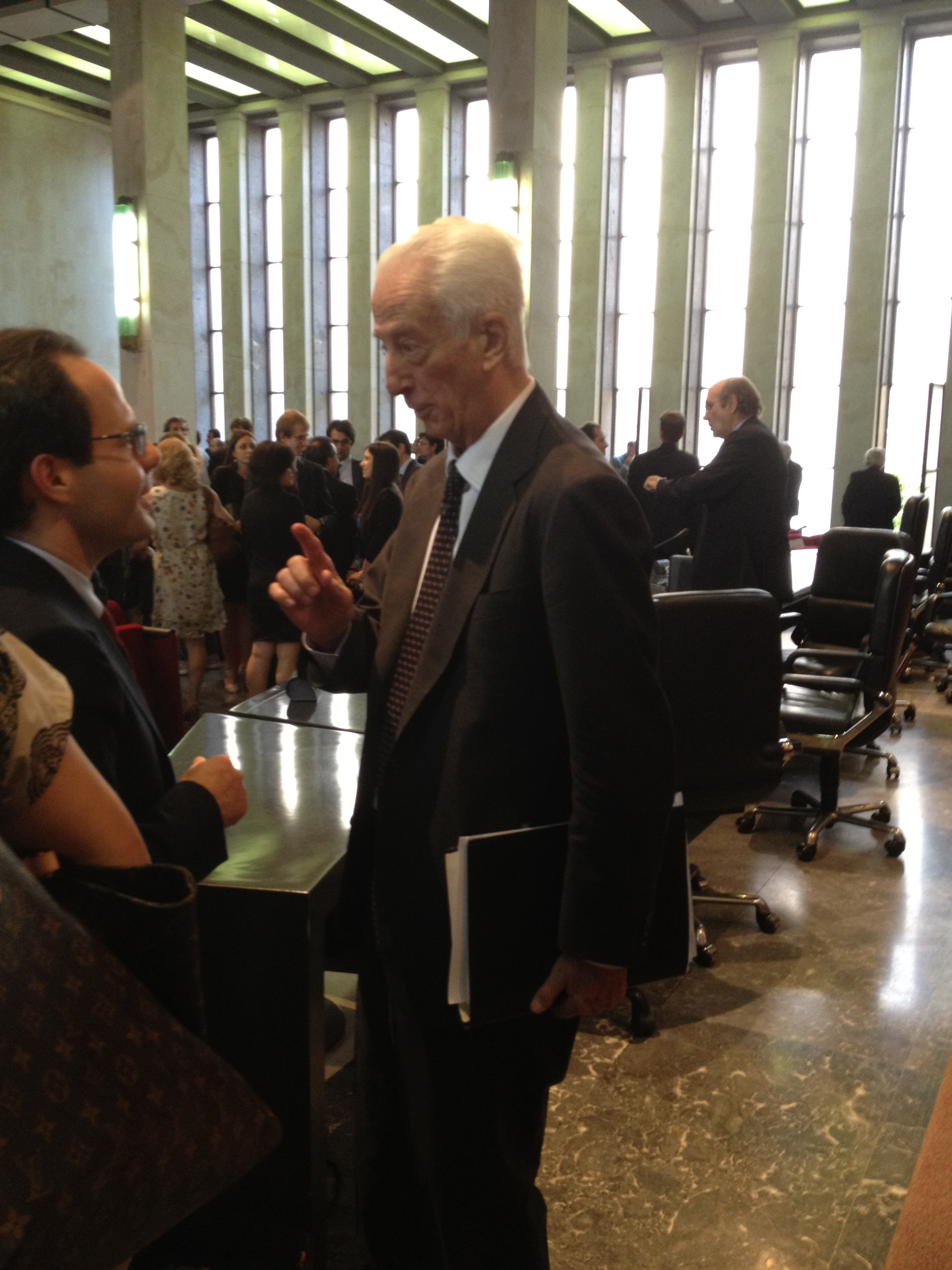
فرنتزو گرنده استیونس در سال ۲۰۱۲

## زندگی اولیه
او در ۱۳ سپتامبر ۱۹۲۸ در ناپل متولد شد و نوه تاجر بزرگ فرانزو گرانده بود. گرانده استیونس دوران نوجوانی خود را در ناپل گذراند، جایی که دیپلم لیچئو کلاسیکو و مدرک حقوق خود را از دانشگاه فدریکو دوم دریافت کرد. بعداً به تورین نقل مکان کرد، جایی که مشاور جیانی آنیلی، رئیس فیات، شد. او مناصبی در چندین شرکت بزرگ ایتالیایی مانند تورو آسیکوراتسیونی داشت و همچنین رئیس نظام وکلای ایتالیا و معاون رئیس فیات بود.

## حرفه
گرانده استیونس که از سال ۱۹۵۴ در فهرست وکلا (ایتالیایی: Albo degli avvocati) ثبت نام کرده بود، به یکی از افراد مورد اعتماد آنیلی تبدیل شد؛ او معاون رئیس فیات، شرکت متعلق به آنیلی بود. او لقب «وکیل وکلا» را داشت. در طول زمان، گرانده استیونز رویدادهای شرکتی مهم‌ترین گروه‌های صنعتی کشور را دنبال کرد و اغلب مناصب مدیریتی در آنها داشت. او رئیس (ایتالیایی: presidente) تورو آسیکوراتسیونی، هتل‌های سیگا، صندوق ملی پزشکی قانونی، و از ۱۹۸۴ تا ۱۹۹۱ همچنین شورای ملی پزشکی قانونی بود.